# Alcis songarica
Alcis songarica är en fjärilsart som beskrevs av Alphéraky 1882. Alcis songarica ingår i släktet Alcis och familjen mätare. Inga underarter finns listade i Catalogue of Life.